# Vullerspoort
De Vullerspoort is een voormalige stadspoort van de Nederlandse stad Deventer. Het poortje lag naast het St. Geertruiden Gasthuis (waar pestlijders en soldaten werden verzorgd) en daarom verwees men soms ook wel naar de Vullerspoort als "Het poortken achter het Geertruiden Gasthuis". De poort werd veel gebruikt door Vullers, die in de omgeving van de poort werkzaam waren, en dankt hier ook zijn naam aan.
Bergpoort 
· Brinkpoort 
· Duimpoort 
· Heestpoort 
· Kraanpoort 
· Melksterpoort
· Mosselpoort
· Noordenbergpoort
· Pijperspoort
· Raampoort
· Schoenmakerspoort
· Veerpoort 
· Verwerspoort 
· Vispoort 
· Vullerspoort
· Zandpoort